# Števan Kühar (novinar)
Za druge soimenjake glej Števan Kühar.
Števan Kühar, (madžarsko Kühár István), slovenski novinar in ustanovitelj propagandnega tednika Mörszka krajina. *  4. april 1890,  Markišavci; †  11. maj 1963,  Puconci.

## Življenje in delo
Rodil se je v evangeličanski kmečki družini v Markišavcih. V Puconcih je hodil v osnovno šolo. Na meščansko šolo je hodil v Dolnji Lendavi. V rojstni vasi je delal kot gostilničnar in posestnik. Podpiral je madžarizacijo Slovencev na Madžarskem in po prvi svetovni vojni propagiral uprenje? s Kraljevino SHS. Zato je ustvaril Mörszko krajino. Na volitvah v ustavodajno skupščino je kandidiral na listi Domače verstvene stranke, na volitvah v narodno skupščino 1923 na listi Vjedinjene Prekmörszke Sztranke. Pred volitvami je prestopil k Benkővi radikalni stranki.
Leta 1927 je nehal izdajati Mörszko krajino v prekmurščini in madžarščini. Od takrat je časopis izhajal kot Muravidék samo v madžarščini.